# Abszcizinsav
Az abszcizinsav sejtek növekedését gátló növényi hormon. A fák leveleinek lehullását, a rügyek téli nyugalmi állapotát idézi elő. A növekedést serkentő hormonokkal és a környezeti tényezőkkel együtt fejti ki hatását. A nappalok rövidülése miatt csökken a gibberellinek mennyisége, de nő az abszicizinsavé, ennek hatására a növény nyugalmi állapotba kerül. Tél végére lebomlik, és a fény erősödésével nő a gibberellinek mennyisége, és amikor elég a serkentő hormon mennyisége, megindul a rügyfakadás.